# Крисчън (окръг, Кентъки)
Окръг Крисчън (на английски: Christian County) е окръг в щата Кентъки, Съединени американски щати. Площта му е 1875 km², а населението - 72 265 души (2000). Административен център е град Хопкинсвил.